# Dorothée Blanck
Pour les articles homonymes, voir Blanck.
Dorothée Blanck, ou parfois Dorothée Blank, née le 24 février 1934 à Aichach en Allemagne et morte le 16 janvier 2016 à Paris 14e, est une actrice française.

## Biographie
Sa mère, juive polonaise, et son père allemand sont arrêtés pour propagande communiste et Dorothée voit le jour à la prison d'Aichach. Elle reste six semaines auprès de sa mère, puis est placée dans diverses institutions. En 1936, elle est envoyée dans un orphelinat suisse, sans patronyme. Une fois libérée, sa mère se réfugie en France, puis se rend en Suisse pour retrouver sa fille, avec l'aide de la Croix Rouge. Le père, à sa libération, part en Espagne s'engager auprès des Républicains. Après un séjour dans les Pyrénées chez le pasteur Jézequel, la mère et la fille s'installent à Paris en 1940, jusqu'à la débâcle : elles retournent alors chez le pasteur, où elles se cachent. L'enfant souffre depuis plusieurs années déjà d'une surdité partielle.
En 1948, Dorothée Blanck est engagée par Maurice Lehmann au Châtelet dans L'Auberge du Cheval-Blanc : suivra une dizaine d'années de danse, dans ce même théâtre, puis à Mogador à partir de 1952, enfin sur des plateaux de cinéma, notamment celui de French Cancan de Jean Renoir. 
En 1957, Agnès Varda, qui recherche un « nu froid » pour L'Opéra-Mouffe, engage Dorothée Blanck, alors modèle. Il y aura ensuite Cléo de 5 à 7, et, de Jacques Demy, Lola, Les Parapluies de Cherbourg, Les Demoiselles de Rochefort et Peau d'Âne 1970.
En 1961, Dorothée Blanck recouvre l'ouïe grâce à plusieurs opérations des tympans.  
En 1965, elle rencontre Jacques Sternberg.
En 1987, Haydée Caillot tourne Qui êtes-vous Dorothée Blanck ?, puis un second film en 1993 avec la même actrice (héroïne). Elle enchaîne par la suite plusieurs courts métrages. 
En 1991, Dorothée Blanck, qui écrit depuis le début des années 1960, publie son premier livre, Une chambre pour un moment.
Dorothée Blanck est morte à Paris 14e, à l'hôpital Cochin, le 16 janvier 2016. Le 4 février 2016, son amie Agnès Varda annonce son décès sur les réseaux sociaux.
Le film Jours de France lui est dédié.

## Filmographie

### Cinéma

#### Longs métrages
- 1953 : Les Enfants de l'amour de Léonide Moguy
- 1954 : La Reine Margot de Jean Dréville
- 1955 : French Cancan de Jean Renoir
- 1956 : Elena et les Hommes de Jean Renoir
- 1959 : Énigme aux Folies Bergère de Jean Mitry
- 1960 : Une femme est une femme de Jean-Luc Godard
- 1961 : Lola de Jacques Demy : Dolly
- 1962 : Cléo de cinq à sept d'Agnès Varda : Dorothée
- 1962 : Le Chevalier masqué (Il segno del vendicatore) de Roberto Mauri : Diomira
- 1963 : Le Vice et la Vertu de Roger Vadim
- 1963 : Les Parapluies de Cherbourg de Jacques Demy
- 1963 : Le Journal d'un fou de Roger Coggio
- 1965 : Ces dames s'en mêlent de Raoul André
- 1965 : L'Or du duc de Jacques Baratier
- 1965 : La Métamorphose des cloportes de Pierre Granier-Deferre
- 1965 : Pleins Feux sur Stanislas de Jean-Charles Dudrumet
- 1966 : Lady L de Peter Ustinov
- 1967 : J'ai tué Raspoutine de Robert Hossein
- 1967 : Les Demoiselles de Rochefort de Jacques Demy
- 1969 : À quelques jours près de Yves Ciampi
- 1969 : Une femme douce de Robert Bresson
- 1970 : Peau d'âne de Jacques Demy
- 1971 : La Famille de Yvan Lagrange
- 1972 : Hellé de Roger Vadim
- 1993 : La Lumière des étoiles mortes de Charles Matton
- 2009 : Les Herbes folles d'Alain Resnais
- 2016 : Jours de France de Jérôme Reybaud

#### Courts et moyens métrages
- 1957 : L'Opéra-Mouffe d'Agnès Varda
- 1957 : Fabliau d'Annie Tresgot
- 1961 : La Leçon de beauté de Fernand Aubry
- 1962 : Concerto pour violoncelle de Monique Lepeuve
- 1962 : Coup de feu à 18h de, Daniel Costelle
- 1963 : L'Annonciation de Philippe Durand
- 1963 : Plus qu'on ne peut donner de François Chevassu
- 1963 : Le Maître de Paul Carlotti
- 1964 : La Folie (film d'entreprise)
- 1966 : Entends-tu la mer ? de Jacques Rouland
- 1966 : Faire quelque chose de César Polognio
- 1969 : L'Espace vital de Patrice Leconte
- 1984 : Pour que Jeanne et Pierre de René Gilson
- 1987 : Qui êtes-vous Dorothée Blanck ? de Haydée Caillot
- 1993 : L'Anniversaire de Paula de Haydée Caillot
- 1993 : François vous aime de Frédéric Tachou
- 1998 : Commerce de Philippe-Emmanuel Sorlin
- 2003 : Problèmes de hanche de Frédéric Tachou
- 2004 : Première prise de Christian Laurence
- 2005 : 2 femmes de Jean Antoine Charest
- 2006 : Les Petits Sablés de Chloé Micout
- 2007 : La mort vous aime aussi de Simon Laganière et Carol Courchesne
- 2009 : Une fois de plus de Sandra Coppola
- 2010 : Voyageuse de Sergueï Vladimirov
- 2010 : Naufragée de Juliette Chenais
- 2011 : Quelques premières fois de Kristina Wagerbauer
- 2011 : La méthode du Docteur Blousemental d'Anne Revel
- 2011 : A tous mes Jules d'Émilie Rosas
- 2011 : Ti amo ti kino d'Alexis Delamaye
- 2011 : Mes Excuse(s) de Stephen Morel Mogama
- 2011 : Sois belle et tais-toi de Sido Nie
- 2011 : Contaminés de Dorothée de Silguy
- 2012 : Mad Red d'Hugues Fléchard
- 2014 : La fin de la pellicule de Laetitia Lambert
- 2015 : Fantômes d'Ariane Boukerche

### Télévision
- 1961 : Le Mariage de Figaro de Marcel Bluwal
- 1966 : Télé mon droit et Décor pour un auteur
- 1966 : Jérôme Rendax, épisode Pola de Jean-Paul Carrère : Gloria
- 1966 : La Morale de l'histoire de Claude Dagues : Barbara
- 1967 : Anna de Pierre Koralnik
- 1968 : Leçon d'éclairage : Josef von Sternberg (Josef von Sternberg, een  retrospektieve) d'Harry Kummel

## Théâtre
- 1994 : Gargantua de Jacques Sarthou
- 1995 : Chemins de Dominique Trichet
- 2015 : Un ailleurs en soi, ou le voyage d'un insomniaque de Laetitia Lambert

## Publications
- Une chambre pour un moment, Denoël, 1991  (ISBN 2-207-23803-2)
- Et pourtant il tourne, la Soupente, 2001  (ISBN 2-9517788-0-5)
- Rêves : érotiquement vôtre, la Soupente, 2002  (ISBN 2-9517788-1-3)
- L'Attente du père, la Soupente, 2005  (ISBN 2-9517788-3-X)
- La Dériveuse, précédé de Club Med, Trouville, la Soupente, 2005  (ISBN 2-9517788-2-1)